# دنیای شیرین دریا
دنیای شیرین دریا نام یک مجموعهٔ تلویزیونی ایرانی به کارگردانی بهروز بقایی است که در سال ۱۳۷۷ تولید و از برنامهٔ کودک و نوجوان شبکه ۱ سیمای جمهوری اسلامی ایران پخش گردید.

## خلاصه داستان
در هر قسمت از این مجموعه تلویزیونی، دو خانواده (هفت شخصیت ثابت)، هربار با مشکل تازه‌ای درگیر می‌شوند. مطابق معمول، هر بار بچه‌های خانواده مشکلی ایجاد می‌کنند و بزرگترها با هدایت و تدبیر خود، آنرا حل می‌کنند.

## بازیگران و عوامل تولید

### بازیگران ثابت
- فرهاد بشارتی
- پوپک گلدره
- مهسا ملاپور
- عطیه غبیشاوی
- امیر محمدزاده
- مینا نوروزی‌فرد
- حمزه شیرعلیپور

### بازیگران مهمان
- سحر زکریا
- فرخ‌لقا هوشمند
- رحیم نوروزی
- ساقی زینتی
- فریده دریامج